# Ptilodon
Genre
Le genre Ptilodon regroupe des lépidoptères (papillons) de nuit de la famille des Notodontidae.

## Liste des espèces
- Ptilodon americana Harvey, 1877.
- Ptilodon amplius Schintlmeister et Fang, 2001.
- Ptilodon atrofusa (Hampson, 1892).
- Ptilodon autumnalis Schintlmeister, 1997.
- Ptilodon capucina (Linnaeus, 1758) — Crête de coq.
- Ptilodon cucullina (Denis et Schiffermüller, 1775) — Capuchon.
- Ptilodon flavistigma (Moore, 1879).
- Ptilodon hoegei (Graeser, 1892).
- Ptilodon ladislai (Oberthür, 1879).
- Ptilodon pseudorobusta Schintlmeister et Fang, 2001.
- Ptilodon robusta Matsumura, 1924.
- Ptilodon saturata (Walker, 1865).
- Ptilodon severin Schintlmeister, 1989.